# Змінюючи гру
Змінюючи гру — документальний фільм 2018 року, спродюсований Арнольдом Шварценеґґером, Джеймсом Кемероном та Джекі Чаном, про переваги рослинного харчування для спортсменів. Він розповідає про численні успіхи професійних спортсменів, які перейшли на рослинне харчування, посилається на наукові дослідження і висвітлює інші переваги рослинного харчування, які стосуються й тих, хто не займається спортом.
Фільм отримав схвальні відгуки від глядачів та декількох організацій у сфері охорони здоров'я, серед них American College of Lifestyle Medicine і Defense Health Agency, але також отримав критику за наукові неточності і незбалансовану підтримку рослинного харчування.